# Retfærdighedens rytter
Retfærdighedens rytter er en dansk film fra 1989. Filmen er lavet efter idé af Peter Aalbæk Jensen med instruktion af Jesper W. Nielsen og manuskript af Mikael Olsen.

## Medvirkende
- Daniel Helmo - (Benjamin)
- Jesper Christensen - (Far)
- Lene Brøndum - (Mor)
- Line Kruse - (Prinsesse)
- Birgitte Prins - (Marie, gravid kvinde)
- Per Linderoth - (Jesper, hendes mand)
- John Hahn-Petersen - (Fezzor)
- Buster Larsen - (Monty)
- Birger Jensen - (Rangle)
- Henning Jensen - (Præst)
- Jesper Holck - (Affe)
- Lene Sørensen - (Farmor)
- Terje Dragseth - (Togmand med fløjte)
- Hans-Henrik Jørgensen - (Togmand ved rulletrappe)
- Jens Jørgen Thorsen - (Mand i pølsekiosk)
- Astrid Henning-Jensen - (Posedame med hund)
- Helle Ryslinge - (Rokokodame i baggård)
- Peter Aalbæk Jensen - (Mand i prinsesses lejlighed)
- Erik Clausen - (Højtalerstemme)